# Історія Давнього Ізраїлю та Юдеї

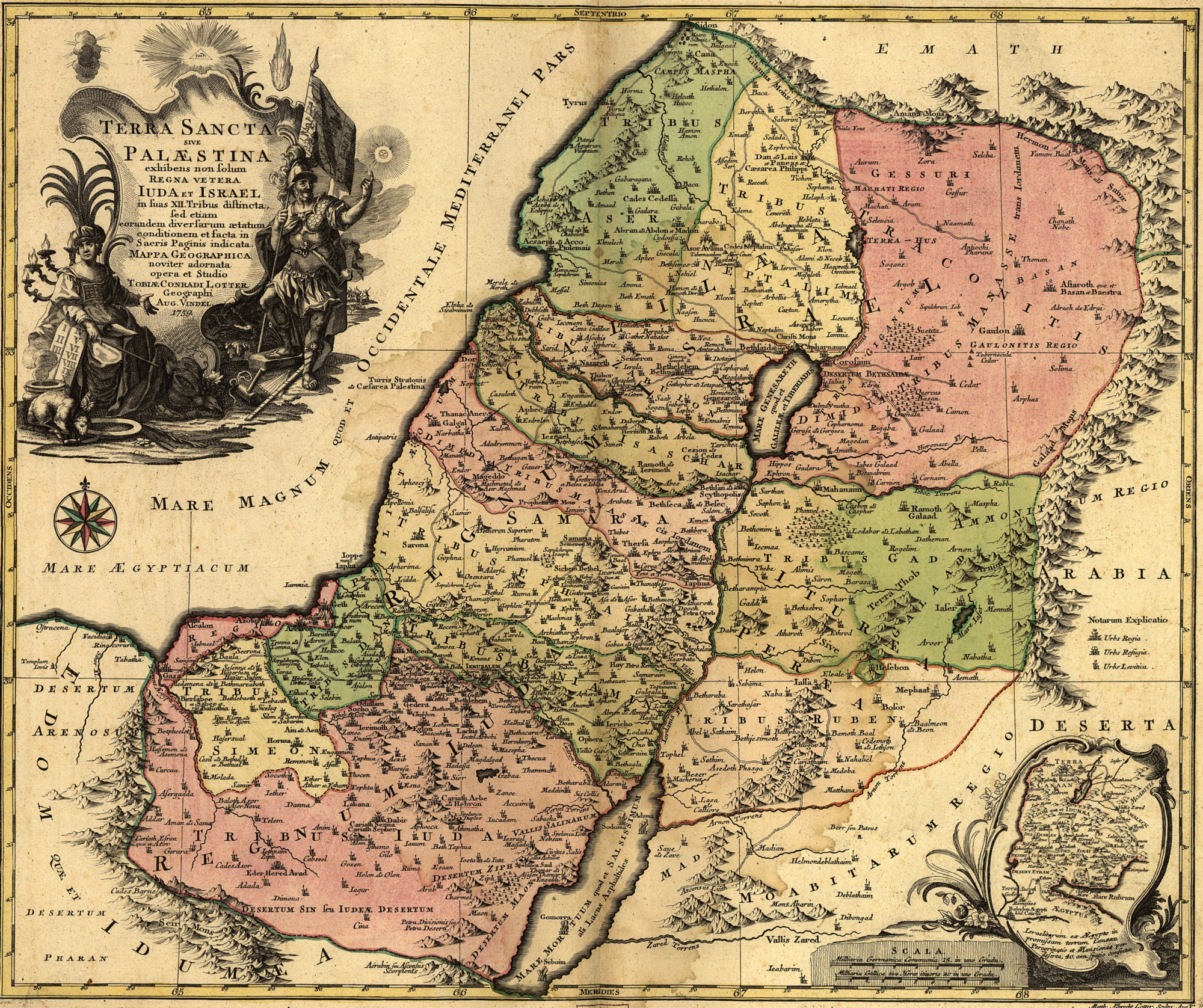
Карта Ерец Ісраель 1759 року, що показує розселення
Дванадцяти колін Ізраїлю

Земля Ізраїлю (івр. מַמְלֶכֶת יִשְׂרָאֵל; Ерец-Ісраель) — священна земля для єврейського народу з часів біблійних патріархів — Авраама, Ісаака і Якова. Вчені відносять цей період до початку 2-го тисячоліття до н. е. Згідно з Біблією, Земля Ізраїлю була заповідана євреям Богом, бо вона мала стати Землею Обітованою — тут знаходяться всі священні місця єврейського народу.

## Завоювання Ханаану (кінець XIII ст. до н.е.—14 рік)
Перші давньоєврейські племена (коліна) з'явилися в Ханаані близько 1200 року до н. е. Цим періодом датуються виявлені тут 250 єврейських поселень.
Згідно з Біблією, Ісус Навин з надзвичайною енергією вів наступальну війну і, користуючись роздробленістю місцевих ханаанських царів, за короткий час розбив їх одного за одним, при цьому поголовно винищуючи все населення, зокрема жінок, старих і дітей. З огляду на жахливий рівень релігійно-морального розбещення, ханаанських народів, їхній вплив був вкрай небезпечним для релігії і моральності обраного народу. Завоювання відбулось за сім років, а завойована земля поділилась між дванадцятьма племенами, які утворились внаслідок поділу народу (по числу своїх дванадцяти родоначальників, синів Якова), з виділенням із них тринадцятого коліна Левита для священного служіння. Це були племінні групи, які мали спільні етнічні, історичні та релігійні ознаки. Плем'я Юди, наприклад,
|  | скоріше являло собою осілий рід ханаанеїв, аніж кочівників-арамеїв... злилося з ізраїльським народом та стало схожим на нього набагато пізніше. |

## Епоха Суддів (XII–XI ст. до н.е.)
Після смерті Ісуса Навина народ залишився без певного політичного вождя і фактично розпався на дванадцять самостійних республік, об'єднанням для яких служила лише єдність релігії й закону та свідомість свого братства по крові. Цей поділ природно послабив народ політично, а разом з тим і морально, так що він став швидко підкорятися впливу ханаанського населення, яке залишилось не винищеним і захоплювався аморальними формами ідолопоклонства, що полягало в богохвалінні продуктивних сил природи (культ Ваала і Астарти). Цим користувалися як тубільні, так і навколишні народи і, бажаючи помститися євреям за їхні колишні перемоги, підкорювали їх собі й жорстоко гнобили.
Старійшини і вожді позбавилися цього лиха так званими суддями, серед яких особливо виділялась знаменита пророчиця Девора, доблесний Гедеон і прославлений своєю чудовою силою Самсон, гроза найлютішого ворога ізраїльського народу — філістимлян. Незважаючи на ці подвиги окремих осіб, вся історія періоду суддів (тривала близько 350 років) є історією поступових помилок, беззаконня і ідолопоклонства народу з бідами, які йшли за ними. Серед обраного народу майже зовсім забута була справжня релігія, і на її місці з'явилися жалюгідні забобони, що розповсюджувалися різними безпутними, бродячими левітами. Аморальність стала настільки загальною, що перелюбне життя вважалося звичайною справою і ніби замінювало шлюб, а в деяких містах розвелись навіть такі мерзенні пороки, якими колись Содом і Гоморра накликали на себе страшний гнів Божий.

### Самуїл
Внутрішнє беззаконня і загальне самоуправство довершують картину життя ізраїльського народу в ті дні, «коли у нього не було царя і коли кожний робив те, що йому здавалося справедливим» (Суд. 21:25). В такому плачевному стані народу загрожувала остаточна загибель. Проте цього не трапилося завдяки найвідомішому останньому вірному Божому судді Самуїллу. Своїм проникливим розумом він відкрив джерело біди свого народу, присвятивши усе своє життя його благоустрою  і наважився зробити в ньому радикальне релігійно-громадське перетворення. Зосереджуючи в одній особі і духовну, і цивільну владу та будучи палким прихильником віри батьків, він, з метою відродження народу, сам будучи пророком і вчителем віри, прийшов до думки заснувати установу, яка могла б назавжди служити джерелом духовної просвіти і з якого могли б виходити освічені служителі віри і закону. Такими установами стали «школи пророків» або так звані — «громад пророків». З цих шкіл згодом вийшли ті доблесні мужі, які безстрашно говорили гірку правду сильним світу цього. Спонукані самовідданими турботами про справжнє благополуччя народу, вони були безстрашними поборниками справжньої релігії і виступали її рішучими захисниками не зважаючи на всілякі небезпеки. Їхня діяльність розвивалася і міцнішала в міру історичного життя народу, і з плином часу вони стали грізними месниками за всяку зраду релігії, істини і справедливості. Своєю невтомною проповіддю вони з цього часу не переставали будити совість народу і його правителів і тим підтримували в ньому дух істинної релігії та високі моральні норми.
Мудре правління Самуїла тривало до його похилого віку, та беззаконні дії його негідних синів знову загрожували народу поверненням до колишніх бід, і тоді Самуїл вирішив рішуче покінчити з періодом анархії, попросивши старого суддю поставити над ним царя, який би «судив їх, як і інші народи». Це бажання було викликано в народі остаточним усвідомленням своєї нездатності до самоврядування за піднесеними засадами теократії, які були викладені в законі Мойсея, хоча саме установа царської влади аж ніяк не суперечила початку теократії і, навпаки, в самому законі Мойсея, передбачалася як необхідна ступінь в розвитку історичного життя народу (5 М. 22:14–15).

## Давня історія (XI–IV ст. до н.е.)

### Період «об'єднаного царства» (XI–X ст. до н.е.)

#### Правління Саула (ок. 1029–1005 рр. до н.е.)
Самуїл, згідно розповідей із Біблії за вказівкою Бога задовільнив бажання народу, помазавши на царство Саула (Шаула), що походив із племені Веніаміна та відрізнявся своєю військовими здібностями. Таким чином близько X століття до н. е. на території Ханаану було створено об'єднане єврейське царство.
Новобраний цар, після обрання на царство за  патріархальним звичаєм продовжував виконувати мирну працю рільника. Він досить швидко показав свою військову вдачу і завдав кілька поразок навколишнім ворожим народам, особливо філістимлянам, які з часу Самсона залишалися злими гнобителями Ізраїлю. Проте ці подвиги зробили його зухвалим, і він втративши риси скромної людини, які виявляв на початку свого правління, став зарозумілим правителем, і не соромився своїх вчинків навіть  тоді, коли отримав чіткі вказівки похилого віком пророка Самуїла, на підставі закону Мойсея. Тому неминуче відбулося зіткнення між світською і духовною владою, оскільки все вказувало на те, що Саул не збирається змінюватися. Вищеописані події прямо загрожували підірвати основний принцип історичного життя обраного народу, тому за вказівками від Бога потрібно було обрати нового правителя. Згідно Біблії наступником був вибраний юний Давид з племені Юди, з міста Вифлеєма.

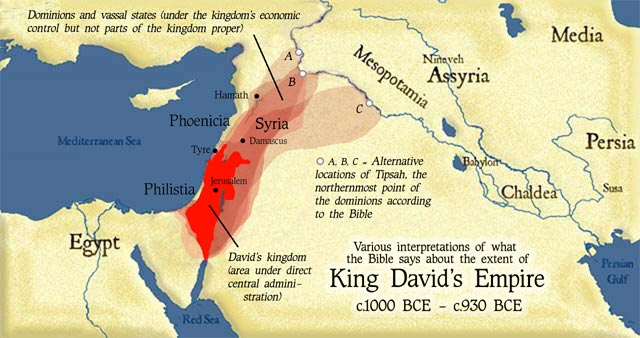
Розміри Ізраїльського царства за часів Давида на підставі розповідей з Біблії (1000–930 р. до н. е.)

#### Правління Давида

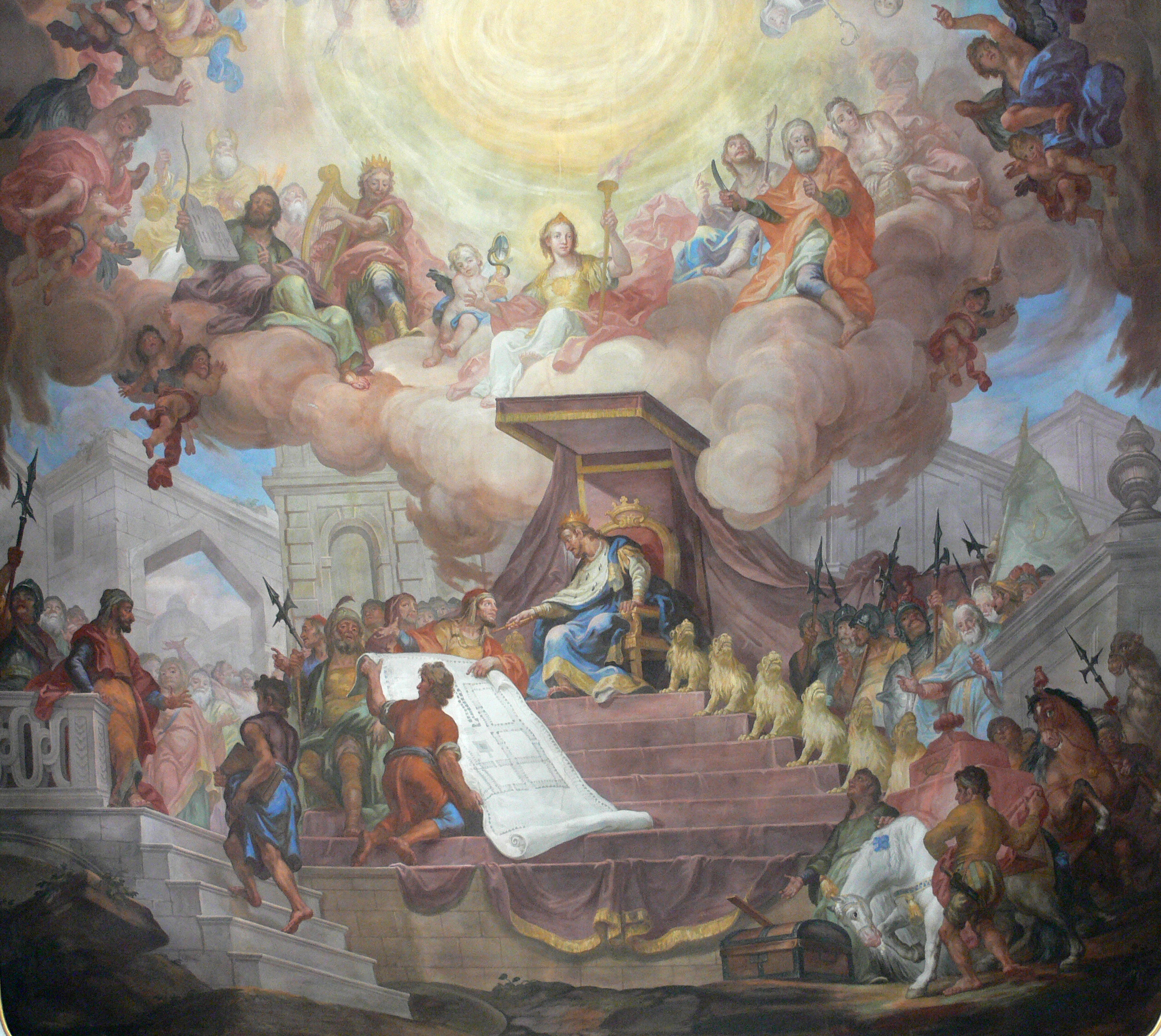
Соломон на своєму престолі, живопис Andreas Brugger, 1777

На рубежі 2–1 тис. виникає Ізраїльське царство Давида. Давид був помазаний на царство пророком Самуїлом, коли ще був пастухом. Він став славнозвісним царем Ізраїлю і родоначальником довгої лінії царів юдейських.
Новий обранець не відразу вступив на престол, а повинен був всю молодість провести в різноманітних пригодах, ховаючись від кровожерливої заздрості Саула, який з часом все більш занепадав морально. В цей час він перемагає Голіафа.
Протягом перших семи років царювання його резиденцією був Хеврон, а після вбивства сина Саула, Ієвосфея (Ішбошета) всі племена  визнали Давида своїм царем.
Заснування Єрусалима
Давид був переконаний, що для затвердження царської влади в країні йому необхідна столиця, яка б не належала жодному племені та могла служити спільною столицею для всього народу. Для цієї мети він запримітив одну неприступну фортецю на межі племен Юди та Веніаміна. Попри всі зусилля ізраїльтян, місто-фортеця, яка тоді належало хороброму племені євусеянина не здавалося без бою. Це був Єрусалим, який, за сучасними історичними відкриттями, ще до вступу євреїв в Ханаан займав важливу ланку серед інших міст країни, маючи над ними свого роду гегемонію. Ця твердиня тепер повинна була впасти перед могутністю нового царя, і Давид заснував в ній свою царську столицю. Нова столиця завдяки своєму стратегічному розташуванню почала швидко притягувати до себе юдейське населення, ставши заможним та впливовим містом. Єрусалим став одним з найвідоміших міст в історії не тільки ізраїльського народу, а й усього людства.
З часу правління Давида починається швидкий розквіт всього царства. Завдяки надзвичайній енергії цього геніального царя досить швидко були приведені в порядок незлагоджені справи внутрішнього благо-устрою, занедбані невдалим царюванням його попередника. Після цього, почався цілий ряд переможних воєн, під час яких остаточно були розтрощені найлютіші вороги Ізраїлю — филистимляни, а також моавитяни і Едом, землі яких стали надбанням Ізраїлю. Завдяки цим перемогам і завоюванням царство ізраїльського народу зробилося могутньою монархією, яка протягом того часу керувала всією Західною Азією. Згідно розповідей із Біблії, через страх перед Давидом численні народи змушені були платити велику данину грізному для них царю. З фінікійцями ізраїльтяни розвинули дружні відносини, і ця дружба з цим народом  була дуже корисна і вигідна їм у справі розвитку торгівлі та матеріальної культури. Одночасно з тим подіями почало швидко розвиватися і духовне життя.  Саме на той час припадає  розквіт давньоєврейської духовно-релігійної поезії, яка зайняла особливе місце з надзвичайно зворушливою  глибиною і   вражаючою гамою почуттів в псалмах самого Давида та наближених до нього співаків. В кінці його царювання, внаслідок такого звичаю царів як полігамія ( багатожонство)  почалися неприємні наслідки, якими були затьмарені останні роки життя великого царя. Після суперництва за владу, зрештою престол перейшов до сина його найулюбленішої дружини, х — Версавії, до юного Соломона (близько 1020 р. до н. е.).

#### Правління Соломона
Соломон успадковував від свого батька велику державу, що простягалася від «річки єгипетської до великої ріки Євфрату». Для управління такою державою був потрібний великий розум і досвідчена мудрість.  На щастя для народу, юний цар був від природи наділений світлим розумом і проникливістю, що дали йому згодом славу «наймудрішого царя». В Біблії говориться що Соломон приніс «тисячу цілоспалень» після того з'явився йому Господь і казав: «Проси, що Я маю дати тобі!»
Соломон попросив « серце розумне, щоб судити народ Твій, щоб розрізняти добро від зла, бо хто зможе керувати цим великим народом Твоїм?» (1 Цар. 3:4–9).
Згідно Біблії, керуючись глибокою мудрістю та проникливістю даною Богом, Соломон звернув всю свою увагу на культурний розвиток держави і в цій сфері він досягнув надзвичайних результатів. Країна розбагатіла, і добробут народу зріс до небувалого рівня.
Будівництво Єрусалимського Храму
Царський двір Соломона не поступався в своєму блиску дворам найбільших і наймогутніших володарів тогочасного цивілізованого світу. Але найважливішою справою і славою його царювання була побудова величного Храму в Єрусалимі, що замінив собою Скинію, і відтепер став національною гордістю Ізраїлю, душею його не тільки релігійного, але й політичного життя.
За правління Соломона поезія досягла свого найвищого розвитку, і чудовими творами її вважається знаменита «Пісня над піснями» (Шир ха-шірім), за своєю зовнішньою формою опис представляє собою щось на зразок ліричної драми, що оспівує кохання у його найглибшій основі і чистоті. За днів Соломона єврейський народ досягнув кульмінаційного пункту свого розвитку, і з нього ж почався зворотний рух, який найпомітніше позначився на самому цареві. Кінець його царювання затьмарився різними розчаруваннями, причиною яких головним чином стали багатожонство, яке дійшло до надзвичайних розмірів і пов'язані з ним непомірні витрати. Народ був обтяжений через надмірно високі податки, і Соломон закінчив життя з переконанням, що «все марнота і ловлення вітру», а також через побоювання за майбутнє свого палацу, якому погрожував Єровоам який з'явився вже при ньому.

### Епоха Першого Храму (IX–VII ст. до н.е.~ З50 років)
В X столітті до н. е.. царем Соломоном був побудований Храм ( Бейт а-мікдаш , «Дім Святості») в Єрусалимі.
Незважаючи на битви між великими стародавніми державами Єгиптом, Ассирією, а потім і Нововавилонським царством за гегемонію в цьому регіоні, незважаючи на внутрішній розкол, що призвів до створення двох, часом ворогуючих один з одним єврейських царств, єврейський народ, його політичні та релігійні лідери змогли настільки зміцнити зв'язок євреїв з цією землею і Єрусалимом, що навіть знищення єврейської держави і Єрусалимського храму і виселення євреїв у Месопотамію не поклало кінець їх національній історії.

## Період розділених царств (978–722 рр. до н.е.)

Карта півдня Близького Сходу, близько 830 до н.е..
Царство Моав
Юдейське царство
Ізраїльське царство
Філістимляни міста-держави
Фінікійські держави
Царство Аммон
Царство Ідумея (Едом)
Царство арамейського Дамаску
Ассирія
арабські племена
Набатейські племена
арамейські племена

Після смерті Соломона, за його наступника, недосвідченого і зарозумілого Ровоам, Ровоама  ізраїльський народ розділився на два царства, з яких більше (десять племен) відійшло до Ієровоама з коліна Єфремового (близько 928 р. до н. е.). Ці половини стали називатися Юдейським царством та Північно-Ізраїльське царство. З моменту поділу між ними почалося запекле суперництво, яке виснажувало їх внутрішні і зовнішні сили, чим не забарилися скористатися сусіди. Ще короткий період царювання Ровоама  єгипетський фараон Шешонк I зробив швидкий набіг на Юдею, взяв і пограбував Єрусалим і багато інших міст країни. Він увічнив свою перемогу в зображеннях і написах на стіні великого Карнакського храму. З розривом політичної єдності почався розрив і релігійної єдності. В Ізраїльському царстві з політичних міркувань був заснований новий культ, що являв собою поклоніння Богу Ізраїлю під виглядом золотого тільця — у Вефилі. Незважаючи на ревні зусилля пророків як поборників правдивого поклоніння єдиному Богові монотеїзм — новий культ вкорінився і спричинив за собою неминуче відхилення в  зіпсуте марновірство та ідолопоклонство, що сприяло повному занепаду моральних норм і ослаблення суспільно-політичного стану. Вся історія Ізраїльського царства, це переважно, постійна внутрішня боротьба за владу та політичні перевороти.

## Юдейське царство при пануванні Ассирії
В 722 році столиця Північного Ізраїльського царства — Самарія — була знищена грізними воїнами Ассирії, а його населення, нащадки десяти племен Ізраїлю, були переселені ассирійцями в Мідію. Відведений в полон народ Ізраїльського царства безслідно загубився там серед оточуючих народностей Сходу. Перекази про «десять зниклих племен» були популярні в єврейському, християнському і мусульманському фольклорі. Вони й досі поширені серед східних єврейських громад і серед юдейських рухів. Згідно з однією із версій вони повернуться перед приходом Месії.

## Панування Вавилону
Юдейське царство, яке залишалося вірнішим правдивій релігії та закону Мойсея  мало в Єрусалимському храмі могутній захист проти зовнішніх роздільних впливів. Воно протрималося довше Ізраїльського; але йому теж не вдалося уникнути наслідків відступництва від поклоніння правдивому Богові та непослуху його закону даного їм через Мойсея. В 607 р. вавилоняни завоювали Юдейське царство, зруйнували Єрусалимський Храм і повели  його населення в Вавилон (Вавилонський полон).

### Вавилонський полон (586–537 рр. до н.е.)
Однак, вавилонський полон, не став могилою для народу Юдеї, на відміну від ассирійського полону, який став фатальним для населення Ізраїлю. Навпаки, він послужив першим кроком до поширення чистого монотеїзму серед поганських народів. Саме з того часу почався той великий процес юдейського розпорошення, який мав величезне значення для підготування язичницького світу до християнства. Через 70 років згідно указу великодушного Кіра Перського,  могутність Вавилону втратила свою силу і юдеї отримали можливість повернутися в свій край та побудувати новий Храм в Єрусалимі.

## Юдея за часу перського панування (537–332 рр. до н.е.)
З падінням вавилонського царства (539) і виникненням перської імперії Ахеменідів, що включала в свої межі всі найважливіші центри стародавнього світу — в Месопотамії, Малій Азії і Єгипті, — частина євреїв повернулася до Юдеї, де вони згідно Біблії з Божою допомогою вібудували Храм і таким чином було відродженно релігійний центр в Єрусалимі, навколо якого відновилася державна і етнічна консолідація євреїв. Перські царі офіційно визнали право євреїв жити за законами прабатьків, що був написаний в Торі.
З цього часу починає складатися домінуюча модель етнічного розвитку євреїв, що включає символічний і культурний центр в Ізраїлі й обширну діаспору. Беручи свій початок в Месопотамії та Єгипті, з кінця І тис. до н. е. діаспора охоплює Північну Африку, Малу Азію, Сирію, Іран, Кавказ, Крим, Західне Середземномор'я.

### Епоха Другого Храму (VI в. до н.е.— I в. н.е.)
Розвиток своєрідної єврейської культури на базі давньої традиції і під впливом елліністичного світу. Формування біблійного канону. Виникнення єврейської діаспори, пов'язаної з Єрусалимом і єврейським населенням в Землі Ізраїлю.

## Античний період

### Юдея під грецьким пануванням (332–167 рр. до н.е.)
Після руйнування перської монархії Александром Македонським Земля Ізраїлю спочатку була підпорядкована елліністичним державам — Птолемеї в Єгипті (320–201 р. до н. е.) і Сельовкидам в Сирії. У цю епоху в єврейське середовище проникає грецька культура. Вищі класи засвоюють грецькі звичаї та обряди, поряд з староєврейською та арамейською поширюється також давньогрецька мова (койне). Одночасно серед євреїв поширюються три філософські і релігійні течії. Найпопулярнішим є вчення фарисеїв, які вважали себе ревними вчителями закону. Шляхом власних тлумачень вони прагнули пристосувати основи Мойсеєвого закону до нових умов життя, а також захистити чистоту єврейського віровчення та ритуалів від язичницького і особливо еллінського впливу. Іншого напрямку трималися саддукеї, представники роду священників і аристократичних класів. Не допускаючи ніяких тлумачень закону, вони вимагали від народу сліпого виконання обрядів. Третій напрямок полягав у відділенні від світської марноти, в пошуках спасіння та простоті скромного життя. Представниками цієї течії були ессеї, які, за думкою деяких теологів, вважалися  родоначальниками християнського аскетизму.
Розпорошення євреїв по всіх країнах Сходу і Заходу почалося за ІІІ століття до н. е. Крім великих єврейських поселень в Месопотамії і Персії, Бактрії і Вірменії, з часу вавилонського полону, в епоху панування в Палестині Птоломеїв утворилася дуже численне поселення євреїв у Єгипті (Олександрії та інших.), де в місті Геліополь був споруджений храм Онія, що змагався з Єрусалимським. Десь в II с. до н. е. з'явилися поселення євреїв в Римі і деяких приморських містах західного Середземномор'я.

Володіння Маккавеїв протягом століть

### Визвольні війни Хасмонеїв (167–140 рр. до н.е.)
З переходом євреїв під сирійське панування, за правління Антіох IV Епіфані почалися жорстокі переслідування єврейської форми поклоніння Богу і прагнення насильно еллінізувати євреїв. З метою національної самооборони серед євреїв, під проводом священника Маттітії і його синів (Маккавеїв), виникло повстання (165–141 р. до н. е.) проти сирійців, що закінчилося звільненням юдеї від влади Сирії. В 141 році до н. е. звільнена Юдея проголосила правителем сина Маттітія, Симона (Шимона), родоначальника Хасмонейскої династії.

### Хасмонейське царство (140–37 рр. до н.е.)

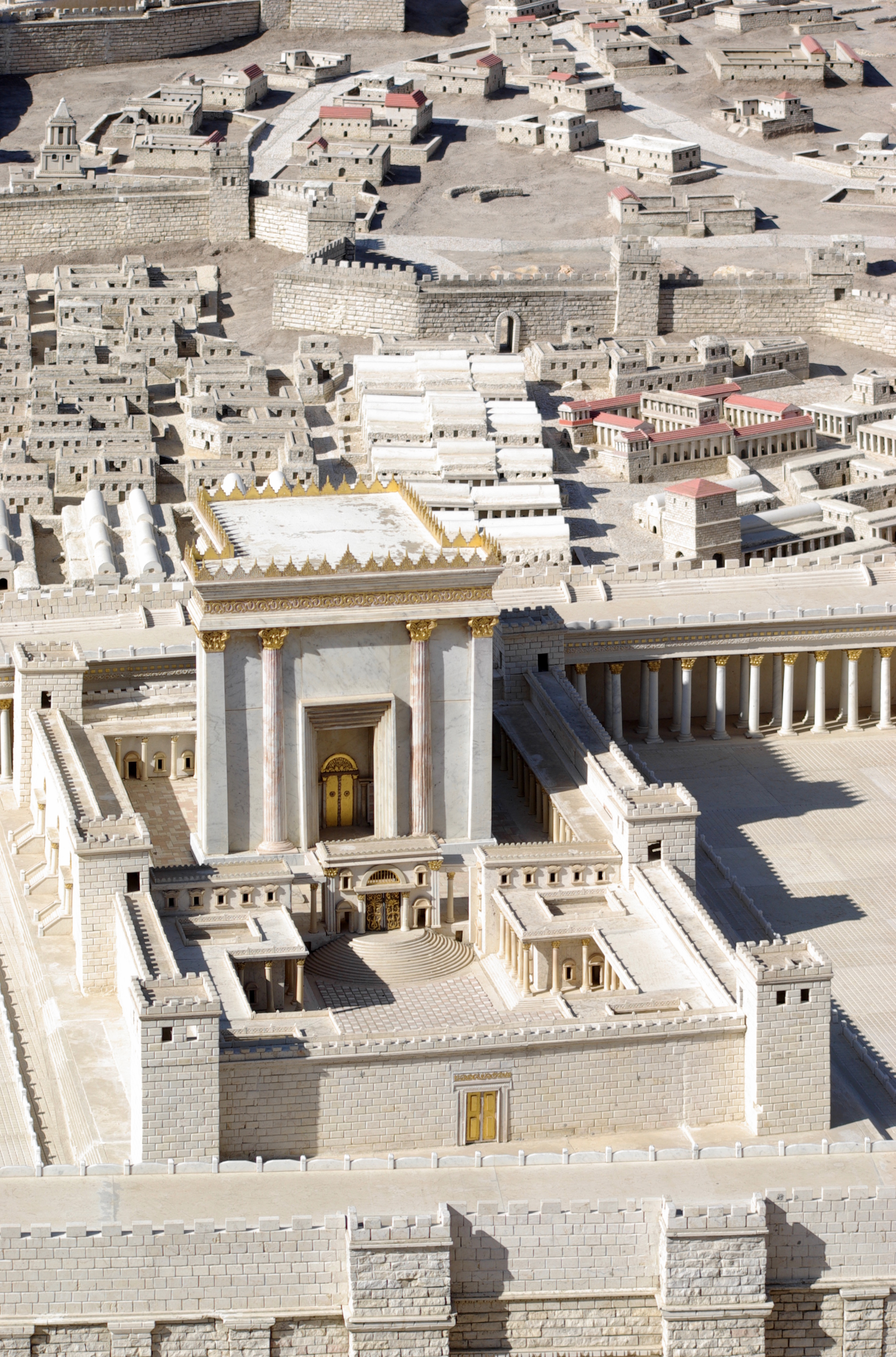
Модель Храму Ірода

Єврейське повстання не тільки відстояло релігійну незалежність Юдеї, а й призвело до створення незалежного Хасмонейского царства 164–37) зі столицею в Єрусалимі.
В цей час елінізовані групи з не єврейських семітських народів Негева і Зайордання влилися до складу єврейського народу.
Наступником Симона був його син Іоанн-Гіркан (135–106 р. до н. е.), який поєднав в своїй особі царський титул і становище первосвященника. Його нащадки були вже далекі від традицій епохи національного підйому перших Маккавеїв і цілковито зазнали впливу еллінської культури. Після Іоанна-Гіркана царювали його сини Арістобул, 106–105, і Олександр-Янна, 105–79. Останнього успадковувала його дружина, Саломея Александра, 79–70.
94–88 рр. до н.е. — громадянська війна між фарисеями та садукеями.
В 63 році до н. е. спалахнула війна між синами Соломії, Гірканія II та Арістобула II, в результаті якої був покликаний третейським суддею римський полководець Помпеїв, який захопив Єрусалим і повернув Юдеї в етнархію, що входила до складу римської провінції Сирії і знаходилася під управлінням Гіркана. В 40 до н. е. царем Юдеї за допомогою парфян став Антигон, молодший син Арістобула. Після його поразки територія Юдеї була розділена на Юдею, Самарію, Галілею та Петрею (Зайордання).

### Цар Ірод I і його наступники (37 р. до н.е.–6 р. н.е.)
Ірод I Великий, син ідумейського намісника Антипатра, підтримуваний римлянами, підкорив (37 р. до н. е.) Єрусалим, скинув Антигона, відбудував чудовий Єрусалимський Храм (19 рю до н. е.), Ірод помер в 4 році до н. е. Син його Архелай позбавлений влади в 6 році н. е. римлянами. Юдея приєднана до провінції Сирії і підпорядкована римському прокуратору.

### Юдея під владою Рима (6–66 рр. н.е.)
Ірод Агріппа I, онук Ірода Великого, став (з 14 по 41 рр.), з ласки римського імператора Калігули, царем Юдеї.

## Зародження Раннього Християнства
Занепад Юдеї з часу останніх Хасмонеїв, гніт антинаціональної політики Іродової династії, свавілля та утиски римських прокураторів викликали сильний спротив і незадоволення в народі. Як наслідок, він розбився на партії, які ворогували між собою. Особливо сильно поширився месіанський рух.
```
Спочатку він мав національно-політичний характер: Месія-рятівник з'явиться і відновить в Юдеї незалежне царство миру і справедливості, але незабаром месіанство прийняло риси, на думку декотрих істориків та науковців, універсально-містичних вірувань, що дало початок 
християнству
.
```

У цей період єврейська діаспора ще більш зміцнила свій зв'язок з Єрусалимом. Синедріон що збирався при храмі, розсилав по всьому стародавньому світу посланців, керуючи життям єврейської діаспори в Римі й Александрії, у Вавилонії і Афінах.

### Юдейські війни (66–70 рр.)

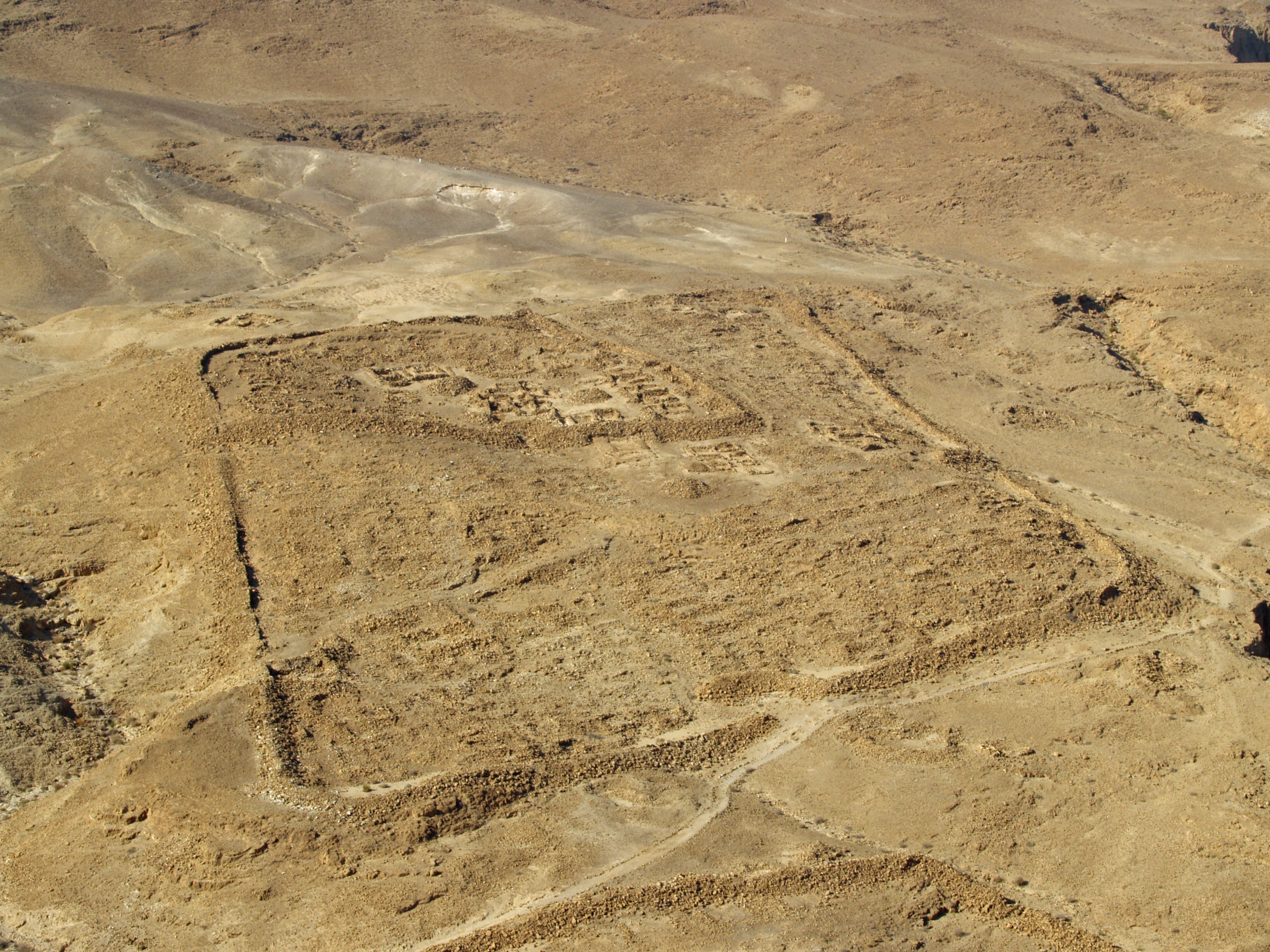
Римський гарнізон біля підніжжя фортеці Массада

В 66 році вибухнуло повстання проти римлян (Перша Юдейська війна), що закінчилося в 70 році, після взяття Єрусалиму Титом, руйнуванням Храму, побиттям та вигнанням євреїв.
В 70 року н. е. Юдея позбулася автономного статусу і була перетворена в римську провінцію.